# Филипп Вианский
Филипп (Фелипе) де Виана (исп. Felipe de Viana; 1456—1488) — граф де Бофор (1461—1488), архиепископ Палермо (1477—1485) и магистр Ордена Монтесы (1482—1488).

## Биография
Его отцом был принц Карлос де Виана (1421—1461). Фелипе был внебрачным плодом любви между Карлосом, уже овдовевшим, во время его пребывания в Неаполе, и Бриандой де Вега (известной до сих пор как «де Вака»), красивой женщиной, которая будет сопровождать его до самой его смерти. Его отец собирался жениться на Брианде, и перед смертью его друзья убеждали его сделать это в статье о смерти, чтобы оставить Филиппа наследником. Однако Карлос понимал, что наследство, которое он собирался оставить ему, будет очень тяжелым для этого ребенка и послужит лишь продолжению братоубийственной борьбы. По этой причине он предпочел составить завещание в пользу своей сестры Бланки, чей брак с королем Энрике Касьтильским был церковно аннулирован.
Принц Карлос де Виана скончался в 1461 году, оставив Фелипе без отца. Он получил образование при арагонском дворе Хуана II вместе со своим дядей, инфантом Фернандо, который годы спустя будет известен как «Фердинанд Католико».
Достигнув совершеннолетия в 1477 году, Фелипе, который уже был графом Бофором, был назначен архиепископом города Палермо (который в то время принадлежал Арагонской короне). Он находился на этом посту непрерывно до 1485 года, года, когда его отставка, начавшаяся в 1482 году (с первыми намерениями Фердинанда), была официально признана.
Фелипе оставил свой пост архиепископа, потому что его дядя, король Арагона и Сицилии Фердинанд II Католик, начал план сделать военные ордена Арагонской короны более похожими по силе и ценности на знаменитые военные ордена Короны Кастилии. Итак, после смерти Луиса Деспуига в 1482 году (магистр ордена с 1453 года) орден избрал Фелипе Виваса де Канамаса новым магистром, но Фердинанд отменил это решение и в том же году назначил своего племянника Фелипе де Виана новым магистром (он был официально признан в качестве магистра в 1484 году).
Уже будучи магистром военного ордена Монтесы, Фелипе сопровождал своего дядю Фердинанда Католика в военной кампании против Гранадского эмирата, в которой он принял выдающееся участие во главе своих рыцарей, например, во взятии городов Вера и Муксакар, как и многие другие города, как описывает Иполито Сампер в своих хрониках.
Филипп Вианский найдет смерть в 1488 году во время Гранадской войны. При первой попытке захватить Басу на втором этапе кампании он был застрелен из аркебузы с сарацинской стороны. Фелипе Вивас де Каньяманес-и-Болл сменил его во главе Ордена Монтесы. Его останки находятся в аббатстве Санта-Мария-де-Поблет.